# Ichneumon festus
Ichneumon festus là một loài tò vò trong họ Ichneumonidae.